# Ubaque
Ubaque est une municipalité située dans le département de Cundinamarca, en Colombie.
Le río Palmar coule dans cette ville.

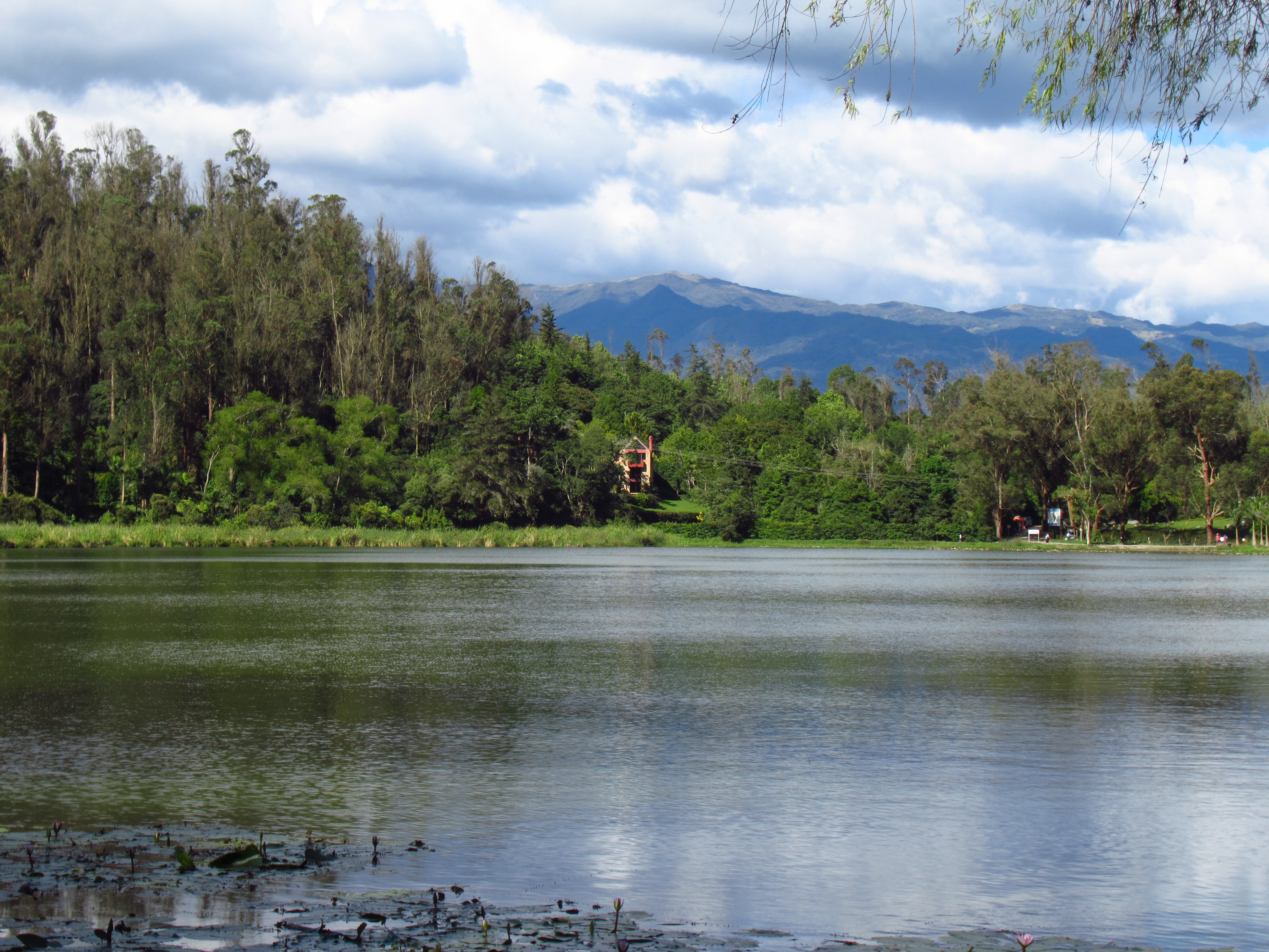
Lac Ubaque